# NAMD
NAMD (Not (just) Another Molecular Dynamics program) es un software para dinámica molecular en paralelo diseñado para simulaciones de alto desempeño de sistemas biomoleculares. Se hizo acreedor de un premio Gordon Bell en 2002. Está basado en objetos paralelos Charm++ y es escalable a cientos de procesadores en plataformas de punta y decenas de procesadores en cómodos clusters usando ethernet gigabit. NAMD usa el popular programa de presentación gráfica molecular VMD para configurar la simulación y analizar las trayectorias, siendo también parcialmente compatible con AMBER, CHARMM y X-PLOR.